# Maruthancode
Maruthancode es una  ciudad censal situada en el distrito de Kanyakumari en el estado de Tamil Nadu (India). Su población es de 8277 habitantes (2011). Se encuentra a 35 km de Thiruvananthapuram y a 74 km de Tirunelveli. 

## Demografía
Según el censo de 2011 la población de Maruthancode era de 8277 habitantes, de los cuales 4082 eran hombres y 4195 eran mujeres. Maruthancode tiene una tasa media de alfabetización del 89,82%, superior a la media estatal del 80,09%: la alfabetización masculina es del 92,49%, y la alfabetización femenina del 87,33%.